# Australoxenella concinna
Australoxenella concinna är en skalbaggsart som beskrevs av Ross Storey och Henry Fuller Howden 1996. Australoxenella concinna ingår i släktet Australoxenella och familjen Aphodiidae. Inga underarter finns listade.